# Atitech
Atitech S.p.A. è una azienda italiana nata nel 1989 dalla ex divisione tecnica di Ati - Aero Trasporti Italiani.

## Attività
Opera nel settore della manutenzione di aeromobili.
La sede principale, Atitech sud, si trova presso l'Aeroporto di Napoli-Capodichino dove sono ubicati i due hangar Avio 1 e Avio 2 con inclusa la baia di verniciatura per gli aeromobili di corto raggio (narrow body). Altri tre hangar, Avio 15 per gli aeromobili di lungo raggio (wide body), hangar 12 e 4, sono ubicati nello stabilimento di Atitech nord presso San Pietro a Patierno.

## Storia
Nasce nel 1989 da una costola di ATI - Aero Trasporti Italiani, rilevata da Alitalia, per la manutenzione di aerei McDonnell Douglas MD-80.
Nel marzo 2003, con il completamento della costruzione del nuovo hangar (Progettato dal 1998 al 2002 da TEKNE SPA), si consolida l'attività di manutenzione completa degli aeromobili, inclusi interventi sul motore.
Il 1º maggio 2009 la NewCo Manutenzione Aeronautiche S.r.l., che al suo interno vede Meridie S.p.A. (Investimenti e Sviluppo Mediterraneo al momento della costituzione), Aviation-Management Consulting GmbH&Co KG, Design Manufacturing S.p.A., Alven24 S.p.A., ha presentato una manifestazione di interesse non vincolante per l'acquisto del 75% di Atitech. Il restante 25% verrebbe probabilmente suddiviso tra Finmeccanica (10%) e Alitalia - CAI (15%). L'offerta è di 25 milioni di euro e il piano prevede il mantenimento di 300 posti di lavoro e Cassa Integrazione Guadagni Straordinaria per i restanti 350.
L'acquisto si conclude il 19 novembre 2009, e la NewCo Manutenzioni Aeronautiche S.r.l. acquista il 75% del capitale sociale di Atitech
Dal 1º giugno 2015, Atitech Manufacturing, controllata da Manutenzioni Aeronautiche srl, ha rilevato il ramo d'azienda di Alenia / Finmeccanica di Capodichino Nord, dedicato alla costruzione e alla realizzazione di modifiche speciali e alla manutenzione di aeromobili “regional” (ATR 42 / 72) . In seguito a tale acquisizione, si sono aggiunti 3 hangar alla dotazione Atitech, e la costruzione del programma C27J è stata spostata nei stabilimenti Finmeccanica di Torino.

## Azionariato
- Meridie S.p.A. - 85%[7]
- Alitalia - Società Aerea Italiana - 15%[8] (in cessione)